# Karen Cushman
Karen Cushman, née le 4 octobre 1941, est une écrivaine américaine de fiction historique.

## Biographie
Son roman pour enfants The Midwife's Apprentice remporte en 1995 la médaille Newbery et son roman Catherine, Called Birdy remporte un prix Newbery en 1994.
Elle est titulaire d'un bachelor of arts en grec et en anglais de l'université Stanford. Elle est également titulaire d'un master en comportement humain ainsi que d'un master en études muséales. Pendant onze ans, elle est professeure auxiliaire au département d'études muséales de l'Université John F. Kennedy avant de démissionner en 1996 pour se consacrer à plein temps à l'écriture. Elle vit et écrit sur Vashon Island près de Seattle, Washington.

## Œuvres
- Catherine, Called Birdy (en) (1994)
- The Midwife's Apprentice (en) (1995), basé sur le personnage de Jane Sharp
- The Ballad of Lucy Whipple (1998)
- Matilda Bone (2000)
- Rodzina (2004)
- The Loud Silence of Francine Green (2006)
- Alchemy and Meggy Swann (2010)
- Will Sparrow's Road (2012)
- Grayling's Song (2016)

## Adaptations
- The Ballad of Lucy Whipple est adapté en téléfilm et diffusé en 2001.

## Prix et distinctions
- 1995 : Newbery Honor pour Catherine, Called Birdy[6]
- 1995 : Golden Kite Award (en) pour Catherine, Called Birdy[7]
- 1996 : médaille Newbery pour The Midwife's Apprentice
- 1996 : (international) « Honour List »[8] de l' IBBY pour Catherine, Called Birdy
- 1997 : Prix John and Patricia Beatty Award (en) pour The Ballad of Lucy Whipple, décerné par la California Library Association[9].
- 2004 : Prix Washington State Book Award (en) pour Rodzina
- 2007 : Prix Kerlan Award (en) de l'University of Minnesota's Children's Literature Research Collection pour ses contributions à la collection Kerlan[10].